# Morellia dendropanacis
Morellia dendropanacis är en tvåvingeart som beskrevs av Pamplona och Márcia Souto Couri 1995. Morellia dendropanacis ingår i släktet Morellia och familjen husflugor. Inga underarter finns listade i Catalogue of Life.